# Ida Norrby
Ida Norrby, född 27 februari 1869 i Kalmar, död 19 februari 1934 i Uppsala, var en svensk föregångare inom skolköksundervisningen. Hon grundade tillsammans med Johan August Lundell Fackskolan för huslig ekonomi i Uppsala 1895 och var skolans företrädare till och med 1933. Fackskolan för huslig ekonomi blev Norrbys livsverk, dess snabba och framgångsrika expansion var resultatet av ett nära samarbete mellan henne och Lundell: denne var idégivare och inspiratör men det var Norrby som i sitt arbete bar huvudansvaret för skolans uppbyggande.

## Biografi
Ida Norrby var dotter till urmakaren Wilhelm Norrby och dennes maka Carolina Magdalena Norrby och var det åttonde barnet i en skara på 13. Som tvååring upptogs hon som fosterdotter av sin farbror Carl Norrby och dennes maka Jane. Sina första år med fosterfamiljen levde Ida Norrby i Närs prästgård på Gotland men från 1879 bodde familjen i Uppsala. Under några år levde hon med sina föräldrar i Kalmar men hon återvände till fosterföräldrarna i Uppsala. 
1888 erhöll Ida Norrby avgångsbetyg från Zelma Krooks elementarläroverk för flickor i Uppsala och kunde utbilda sig till småskollärarinna. Hennes fortsatta utbildning skedde vid diakonissanstalten i Neuendettelsau och i olika kurser inom huslig ekonomi i Kassel, Tyskland, samt i Glasgow och Edinburgh, Skottland. Parallellt med sin utbildning arbetade Ida Norrby både i Tyskland och Skottland som lärarinna. Under sin fyraåriga utbildning utanför Sveriges gränser skaffade hon sig kunskaper som få andra i landet hade. 
Vid sin återkomst till Uppsala 1894 började Ida Norrby tillsammans med sin fostermor planera och organisera utbildning för kvinnor inom huslig ekonomi. Under 40 år var Norrby föreståndarinna för Fackskolan, hon avgick året före sin bortgång.
Förutom utgivandet av kokböcker och tidskriftsutgivare verkade Norrby för hemmets rationella skötsel och folkhälsans höjande. Hon medverkade under signaturen I.N-y i Svensk uppslagsbok.
Norrbys starka engagemang för hemmet blev även synligt i hennes arbete mot kvinnlig rösträtt. Vid Antirösträttsmötet 1912 var hon en av talarna. Hon menade visserligen att kvinnan kunde bli tillräckligt insatt för att kunna rösta, men bara till en stor kostnad. Dessutom riskerade hemmet att förlora sin status som fridlyst från politik. Kvinnor kunde däremot engagera sig i den kommunala politiken, ansåg Norrby.
1927 blev hon medicine hedersdoktor vid Uppsala universitet. Hon är begravd på Uppsala gamla kyrkogård.

## Uppdrag
1. 1895-1933 Föreståndare för Fackskolan för huslig ekonomi
2. 1906-1926 var Norrby styrelseledamot i Svenska skolkökslärarinnornas förening (S.S.L.F.), 1906-1913 som vice ordförande och 1913-1926 som ordförande.
3. Ordförande i Svenska slöjdlärarinnornas förening
4. Medlem av Uppsala stadsfullmäktige
5. Initiativtagare till Hemmets kokbok
6. Grundare av tidskriften Tidskrift för hemmet 1905
7. Ledamot i Uppsala hemsysterskola[6]